# Calligrapha ignota
Calligrapha ignota es una especie de escarabajo del género Calligrapha, familia Chrysomelidae. Fue descrita científicamente por Brown en 1940.
Esta especie se encuentra en América del Norte.